# Stiftelsen Strömer-Ferrnerska donationen
Stiftelsen Strömer-Ferrnerska donationen är en svensk stiftelse, som årligen utdelar Ferrnerska priset eller Strömer-Ferrnerska belöningen. Kungliga Vetenskapsakademien ansvarar för stiftelsen. Priset utdelas som belöning åt en svensk medborgare, som utfört framstående vetenskapligt arbete inom ren eller tillämpad matematik.
Stiftelsens medel kommer dels från en donation 1777 från Mårten Strömer och hans hustru Anna Maria Elvia och dels från Ferrnerska donationen. De två fonderna slogs samman 1952 och det var första året en belöning delades ut från den sammanslagna stiftelsen. Dessförinnan hade den Ferrnerska donationen regelbundet utdelat det Ferrnerska priset. Sedan 1952 delar den sammanslagna stiftelsen ut en belöning vartannat år inom matematik och vartannat år inom astronomi. Akademiens ledamöter föreslår kandidater.